# Experimento de Robber's Cave
The Robber's Cave Experiment (en español, el Experimento de la cueva de los ladrones) es el título de un famoso estudio de psicología social realizado en el año 1954 por Muzafer Sherif y Carolyn Sherif donde se estudia el origen del prejuicio en los grupos sociales. Esta investigación se produjo en un amplio espacio propiedad de los boy scouts que se hallaba completamente rodeado por el Parque Estatal Cueva de los Ladrones (Robber's Cave State Park) en el estado de Oklahoma, Estados Unidos.

## Descripción del experimento
Durante el estudio, Sherif fue presentado como guarda del campo. El equipo del estudio observó a un grupo de 22 adolescentes varones de 11 años de edad con similar experiencia de vida. Fueron trasladados al lugar por autobuses en dos grupos de once personas. Ninguno de los grupos sabía de la existencia del otro. Los muchachos fueron asignados en dos áreas bastante lejanas entre sí, de manera que durante los primeros días la presencia de los 'otros' fue ignorada. Los investigadores habían cortado, hasta donde pudieron, vínculos de amistad preexistentes en el interior de cada grupo, de modo que la identificación de cada muchacho con su nuevo grupo pudiera suceder más rápidamente. Consultados por el nombre que darían a su grupo, unos escogieron "The Rattlers" y los otros "The Eagles". Después de entre dos y tres días, los dos grupos desarrollaron espontáneamente jerarquías sociales internas.
El experimento se dividió en tres fases:
- Formación de grupos, descrito más arriba.
- Fricciones, que incluyó los primeros contactos entre los grupos, competencias deportivas, etcétera.
- Integración (disminución de fricciones).

Ninguno de los muchachos se conocía antes del experimento, pero muy pronto se observó hostilidad entre los grupos. Las actividades de la segunda fase se ejecutaron según lo planeado pero la comprobación de su éxito fue temprano. La hostilidad entre los grupos se incrementó al punto en que el equipo del estudio concluyó las actividades de producción de fricción debido a su inseguridad. La segunda fase concluyó y se inició la tercera.
Para disminuir la fricción y promover la unidad entre The Rattlers y The Eagles, Sherif ideó e introdujo tareas que requerían de la cooperación entre ambos grupos. Estas tareas se refieren en el estudio como «objetivos super-ordinados». Una meta super-ordinada es un deseo, un desafío, un problema o un peligro que necesitan resolver ambas partes en un conflicto social, y que no puede resolver ninguno de los dos grupos por sí solo. Los retos propuestos por los Sherif incluían un problema de escasez de agua, un camión de campo atascado que necesita mucha fuerza para ser devuelto al campo y hallar una película para proyectarla. Estas y otras colaboraciones necesarias causaron que disminuyese el comportamiento hostil. Los grupos se entrelazaron hasta el punto que al final del experimento los muchachos insistieron en volver a casa todos en el mismo autobús.

## Implicaciones
Este estudio muestra la facilidad con la que puede conformarse hostilidad entre grupos y en el interior de los mismos y es uno de los más citados en la historia de la psicología social.
Los resultados experimentales de Muzafer Sherif, en parte atemorizantes y en parte esperanzadores, muestran cómo los seres humanos son susceptibles al comportamiento hostil del grupo (hostile troop behavior, en inglés), lo cual ha sido observado en chimpancés y en otros primates, y además cómo las relaciones intragrupales se constituyen con suma facilidad. Por el contrario, la fase tres evidencia la capacidad humana de conceptuar y de discutir metas super-ordenadas, de suspender hostilidades y de trabajar en equipo para alcanzar esas metas. Fuera del contexto artificial de los experimentos se ha hallado evidencia de este principio, por ejemplo en los procedimientos de la Comisión para la verdad y la reconciliación de Sudáfrica que siguieron al final del apartheid en ese país. La influencia de las metas super-ordenadas para reducir la fricción y promover la integración entre personas también se observa cuando luego de desastres, terremotos y tsunamis, incluso de catástrofes artificiales, las personas ponen en práctica su solidaridad y contribuyen organizadamente a solucionar o mitigar los problemas generados.
Cuando una meta super-ordenada se organiza alrededor de un ataque inminente, el fenómeno se conoce como efecto del enemigo común (common enemy effect, en inglés), el cual es visto comúnmente en historias ficticias como la película Independence Day, donde todas las hostilidades y agravios entre naciones enemigas son dejadas de lado cuando una fuerza superior alienígena invade la Tierra. Otro ejemplo de este fenómeno puede observarse en los cómics de Watchmen, de Alan Moore, y en la película homónima realizada sobre ellos; y sobre todo en Pacific Rim, donde la amenaza de invasores de tamaño descomunal hace que la humanidad al completo olvide toda una historia de combates y guerras y se una para crear robots gigantes, pilotarlos y destruir al invasor, llevando al mundo a una era de prosperidad.
El «efecto del enemigo común» también tiene una larga historia como herramienta para motivar a que las personas apoyen una causa política.
Un líder puede «producir» un enemigo común, una amenaza para todos, con la finalidad de llevar temas a la agenda pública y movilizar a los ciudadanos bajo una causa común. Esta herramienta política de bajo costo puede contribuir considerablemente a fortalecer y ampliar la base política de un líder. Es a menudo el primer paso para alcanzar un gran objetivo estratégico. El uso de los judíos por Adolf Hitler (que partía del antisemitismo preexistente de Europa) es el ejemplo más evidente. En la historia reciente, los medios de comunicación (radio, televisión) difunden la voz de un líder tan ampliamente y con tal repetición que la mayor parte de los ciudadanos se convence de que la eventual amenaza o enemigo son verdaderos, como ocurrió con el genocidio de Ruanda.
También hay que destacar que el «descubrimiento» de enemigos comunes puede ayudar a la organización de la ciudadanía contra estos enemigos comunes. Ejemplos recientes de este fenómeno pueden ser la lucha contra el cambio climático o la élite mundial, que puede unir y une a la ciudadanía a una escala global.